# Valencia de Alcántara
Valencia de Alcántara – gmina w Hiszpanii, w prowincji Cáceres, w Estramadurze, o powierzchni 594,83 km². W 2011 roku gmina liczyła 6032 mieszkańców.